# Onthophagus ornaticollis
Onthophagus ornaticollis är en skalbaggsart som beskrevs av Gillet 1930. Onthophagus ornaticollis ingår i släktet Onthophagus och familjen bladhorningar. Inga underarter finns listade i Catalogue of Life.